# Lathyrus cicera
A lathyrus cicera, comummente conhecida como araca, é uma espécie de planta com flor,  herbácea, pertencente à família das fabáceas, caracterizada pelas folhas pecioladas e pelas flores de coloração encarnada.
Pertence ao tipo fisionómico dos terófitos.

## Nomes comuns
Dá ainda pelos seguintes nomes comuns: chícharo (não confundir com a Lathyrus sativus, que consigo partilha este nome) , chícharo-miúdo; chícharo-branco; chícharo-bravo; cizirão (não confundir com a Lathyrus latifolius que com ela partilha este nome); cizirão-branco e grão-da-gramicha.

## Taxonomia
A autoridade científica da espécie é Lineu, tendo sido publicada em Species Plantarum 2: 730. 1753.

### Citologia
Número de cromossomas da Lathyrus cicera e táxones infra-específicos: 2n=14

### Etimologia
No que toca ao nome científico:
- O nome genérico, Lathyrus, provém do latim, com origem no grego antigo que se refere ao nome antigo da ervilha.[7]
- O epíteto específico, cicer, é um nome de origem latina que significa «grão-de-bico».[8]

### Sinonímia
- Lathyrus aegaeus Davidov[9]

## Descrição
Trata-se duma planta herbácea anual ou bianual, que tanto pode ser glabra como pubescente. Pode medir entre 20 e 100 centímetros de altura.
 Dispõe de caules alados, que podem chegar até um metro de altura. Contam com folhas, de formato que alterna entre o linear e o lanceolado, contando com um ou dois pares de folíolos elípticos e opostos, entre si, bem como com uma gavinha.
As folhas medem entre 10 a 90 milímetros de comprimento e 1 a 6 milímetros de largura. As estípulas desta planta, têm um feitio que alterna entre o lanceolado e o semi-sagitado, medindo entre 10 e 20 milímetros de comprimento e 2 a 5 milímetros de largura.
As inflorescências do chícharo-miúdo são unifloras, o que quer dizer que se encontram reduzidas a uma só flor, a qual tem um posicionamento axilar e  cujo cálice mede entre 6,5 a 12,5 milímetros, com dentes iguais. As flores medem entre 10 e 20 milímetros de comprimento.
Por seu turno, a corola tem uma coloração entre o arroxeado e o avermelhado, normalmente com nervuras de coloração mais carregada.
Quanto ao fruto, trata-se dum legume trapezoidal e glabro, de coloração castanha, que contém 2 a 6 sementes lisas. Este fruto consiste numa vagem com 20 a 40 milímetros de comprimento.

## Distribuição
Esta espécie é natural do Sul da Europa, do Cáucaso, da Ásia Central e Ocidental, do Norte de África e da Macaronésia.

### Portugal
Trata-se de uma espécie presente no território português, nomeadamente em Portugal Continental e no Arquipélago da Madeira. Mais concretamente, em Portugal Continental pode encontrar-se em praticamente todas as zonas do território, salvo no Noroeste ocidental, no Centro-oeste cintrano e no Centro-leste motanhoso.
Em termos de naturalidade é nativa de Portugal Continental de introduzida no Arquipélago da Madeira.
Em estado silvestre, pode encontrar-se nos parques naturais de Montesinho, Vale do Guadiana e do Sudoeste Alentejano e Costa Vicentina.

#### Cultivo
Em Portugal são cultivadas quatro subespécies de chícharo-miúdo, das quais se destacam o «grão-da-comenda» e o «grão-da-gramicha», que são duas são variedades tradicionais portuguesas, que se encontram registadas no Catálogo Nacional de Variedades de Espécies Agrícolas e Hortícolas, respectivamente, desde 2001 e 2002.

### Ecologia
Esta espécie medra tanto em terrenos agricultados, como em bouças sáfaras. Pulula também em campos, veigas, charnecas, valados e penedias.

## Protecção
Não se encontra protegida por legislação portuguesa ou da Comunidade Europeia.